# Brigadoon Vocal
Brigadoon Vocal is een Nederlands muzieklabel dat zich toelegt op kleinkunst en vocale werken.
Brigadoon is in 1991 opgericht vanuit de gelijknamige platenwinkel. Het label maakt nu deel uit van Flow Records B.V.

## Artiesten (selectie)
- Jenny Arean
- Adèle Bloemendaal
- Dorine Bijl
- Frans Halsema
- Brigitte Kaandorp
- Liesbeth List
- Vera Mann
- Wende Snijders